# Бряково (Ярославская область)
Бряково — деревня в Любимском районе Ярославской области России.  	
С точки зрения административно-территориального устройства входит в состав Ермаковского сельского округа. С точки зрения муниципального устройства входит в состав Ермаковского сельского поселения.

## География
Находится в пределах центральной части Московской синеклизы Восточно-Европейской (Русской) платформы, 
на правом берегу Шарны в 13-14 км к северо-востоку от Любима. 
Поблизости находятся следующие населённые пункты: Косиково, Митино (Кирилловский сельсовет), Носково, Палагино, Панфилово (Кирилловский сельсовет), Пирогово, Покров, Починок (Никольский сельсовет), Родники, Рыково, другие.

### Климат
Климат характеризуется как умеренно-континентальный с умеренно-теплым влажным летом, умеренно-холодной зимой и ярко выраженными сезонами весны и осени. Среднегодовая температура — +3,2°С. Средняя температура самого тёплого месяца (июля) — +18,2°С; самого холодного месяца (января) — −11,7°С. Абсолютный максимум температуры — +34°С; абсолютный минимум температуры — −35°С.

## Население
| 2007 | 2010 |
| ---- | ---- |
| 1    | ↘0   |

## Инфраструктура
Личное подсобное хозяйство с зоной сельскохозяйственного использования, индивидуальная застройка усадебного типа.

## Транспорт
Просёлочная дорога. 